# 매켄지 미헌
매켄지 미헌(영어: MacKenzie Meehan, 1983년 12월 13일~)은 미국의 배우이다. 

## 경력
더 울프 오브 월 스트리트(2013), 디스 호프리스 새비지스(This Hopeless Savages, 2014) 및 코치 호퍼스(Couch Hoppers, 2013)의 출연으로 잘 알려져 있다. 그녀는 2011년 레지던트 플레이 부문 여우조연상 헬렌 헤이즈 상 후보에 올랐다. 그녀는 디 액터스 컴퍼니 시어터(The Actors Company Theatre)의 소속 연기자이다.
미헌은 캘리포니아 주립 대학교에서 학사 학위를, 뉴욕 대학교에서 연기 석사 학위를 받았다.

## 작품 목록

### 영화
- 더 울프 오브 월 스트리트
- 마이 올 아메리칸 (2015년)

### 텔레비전 및 단편
- 화이트 칼라 (드라마)
- 불 (드라마)